# Livana
Livana falu Horvátországban, Eszék-Baranya megyében. Közigazgatásilag Csepinhez tartozik.

## Fekvése
Eszék központjától 6 km-re délnyugatra, Szlavónia keleti részén, a Szlavóniai-síkságon, az Eszékről Diakovárra menő út és az Eszék-Vrpolje vasútvonal mentén fekszik. 

## Története
A település területén évszázadokig erdő és mocsár volt. 1765-ben Mária Terézia szolgálataiért Csepint és vidékét Adamovich Kapisztrán Jánosnak adományozta. A báró képzett gazdálkodóként rögtön hozzálátott a környező mocsaras területek lecsapolásához. Csatornákat ásatott a folyók irányába, új növényi kultúrákat, lent, kendert és dohányt honosított meg és megteremtette a feltételeket új települések alapításához. Livana is az ő idejében keletkezett mezőgazdasági majorként. Az első katonai felmérés térképén „Livada” néven már megtalálható. Neve a horvát „livada” (rét) főnévből származik. Adamovich II. Kapisztrán János örökösei László és Béla 1883-ban adósságok miatt kezdték el eladogatni a birtokot. Livanát az eszéki Josip Kraus vásárolta meg. Az első világháborút követően nagyarányú betelepülés zajlott. A falu 1991-től a független Horvátországhoz tartozik, ekkortól számít önálló településnek. 1991-ben lakosságának 64%-a horvát, 30%-a szerb nemzetiségű volt. 2011-ben a falunak 650 lakosa volt. A katolikus hívek az eszéki Leopold Mandić plébániához tartoznak.

## Lakossága
| Lakosság változása | Lakosság változása | Lakosság változása | Lakosság változása | Lakosság változása | Lakosság változása | Lakosság változása | Lakosság változása | Lakosság változása | Lakosság változása | Lakosság változása | Lakosság változása | Lakosság változása | Lakosság változása | Lakosság változása | Lakosság változása |
| ------------------ | ------------------ | ------------------ | ------------------ | ------------------ | ------------------ | ------------------ | ------------------ | ------------------ | ------------------ | ------------------ | ------------------ | ------------------ | ------------------ | ------------------ | ------------------ |
| 1857               | 1869               | 1880               | 1890               | 1900               | 1910               | 1921               | 1931               | 1948               | 1953               | 1961               | 1971               | 1981               | 1991               | 2001               | 2011               |
| 0                  | 0                  | 0                  | 0                  | 0                  | 0                  | 0                  | 0                  | 0                  | 0                  | 0                  | 0                  | 0                  | 634                | 750                | 650                |

(1981-ig lakosságát Csepinhez számították.)

## Gazdaság
A helyi gazdaság alapja ma is a földművelés és állattenyésztés, de jelentős a vendéglátás, a kereskedelem és a kézművesség is. A lakosság nagy része a közeli Eszékre jár dolgozni. A város közelsége nagyban elősegíti Livana fejlődését.

## Sport
Az NK Tomislav Livana labdarúgóklubot 2005-ben alapították.